# Elecciones primarias en Costa Rica
Las elecciones primarias en Costa Rica, popularmente llamadas “convenciones nacionales” son mecanismos mediante los cuales los partidos políticos del país escogen a sus candidatos presidenciales. Estas no son obligatorias ni costeadas por el estado, y los partidos también pueden optar por no realizarlas y escoger a su candidato por medio de la Asamblea Nacional Superior del partido, que es el método usado por la mayoría de estos. De hecho, de los actuales partidos políticos sólo tres han realizado convenciones nacionales abiertas: Liberación Nacional, Unidad Social Cristiana y Acción Ciudadana, casualmente los tres que han llegado al poder al menos una vez.
El Tribunal Supremo de Elecciones ha resuelto que las elecciones primarias pueden ser reguladas por el partido que las realiza como desee, pero es requisito obligatorio que en ella voten sólo partidarios, aun cuando es válido que el votante de la adhesión inmediatamente antes de emitir el sufragio.

## Historia
Según el historiador Eduardo Oconitrillo, la primera “convención nacional” de la historia en Costa Rica para elegir un candidato presidencial se realizó para las elecciones de 1910 en donde el Partido Republicano escogió en un evento realizado en el Teatro Variedades, casi unánimemente entre dos mil delegados, al muy popular y carismático Ricardo Jiménez Oreamuno, que venció en los comicios a Rafael Yglesias Castro, quien había sido previamente un presidente autoritario.
Durante los años cuarenta el país se polarizaría fuertemente entre los partidarios del gobierno “caldero-comunista” y los opositores. Esta polarización, que incluso llegó a tornarse violenta, llevó a la Oposición a realizar una primaria en 1947 para escoger a un candidato unido opositor que enfrentara la candidatura de Rafael Ángel Calderón Guardia.
Para el efecto se formó una comisión constituida por Alfredo Volio, Mario Echandi, Ricardo Castro Beeche, Marcial Rodríguez Conejo, Carlos Monge Alfaro, Roberto Salazar, Fernando Valverde Vega y Eloy Morua Carrillo. La misma decidió realizarla en el Estadio Nacional el 13 de febrero de 1947
Los precandidatos fueron Fernando Castro Cervantes del Partido Demócrata, José Figueres Ferrer del Partido Social Demócrata y Otilio Ulate Blanco del Partido Unión Nacional. Se requirieron tres rondas de votación, con los siguientes resultados: Ulate obtuvo 780 votos, Castro Cervantes cosechó 690 y Figueres 419. Luego Ulate lograría 976 votos, Castro Cervantes 768 y 349 para Figueres. Finalmente Figueres desiste y llama a sus seguidores a votar por Ulate, ya que Castro Cervantes era uno de los hombres más ricos del país y era visto como el candidato del conservadurismo capitalista más duro, Ulate consiguió 1.193 votos y Castro Cervantes, 812. Los polémicos resultados de la elección subsecuente provocaron el estallido de la guerra civil y la mutua acusación de fraude electoral a ambos bandos.
En 1953 de cara a las primeras elecciones tras el retorno a la democracia, fue anulada por el recién fundado Tribunal Nacional Electoral la inscripción electoral del Partido Unión Nacional, al que pertenecía el presidente Ulate a quien Figueres le entregó el poder en 1949 tras vencer en la guerra y gobernar de facto casi dos años. Esto causó fuertes cuestionamientos a los comicios, en especial porque los partidos perdedores de la guerra (el calderonista Republicano Nacional y el comunista Vanguardia Popular) estaban ilegalizados. Mario Echandi enfrentó a Castro Cervantes en unas primarias realizadas por el Partido Demócrata a las que se les llamó un “plebiscito nacional” resultando vencedor Castro, quien sin embargo, perdería ante Figueres en las votaciones.
Las primeras elecciones internas realizadas por el PLN se llevaron a cabo en 1957 de cara a los comicios de 1958, los segundos en donde participaría. Estas eran elecciones cerradas y sólo votaban delegados electos en las asambleas distritales. En ellas Francisco Orlich vence a Jorge Rossi, seguirían similares procesos cerrados en 1961 (Orlich vs Oduber), 1965 (Oduber fue candidato único), 1969 (Figueres vs Carazo) y 1980 (Monge vs Castillo). En todas estas sólo votaron delegados. La de 1977 entre Monge y Garrón fue la primera en ser abierta a todos los partidarios. A partir de 1987 en que Arias vence a Castillo todas las convenciones del PLN han sido abiertas con el único requisito de dar la adhesión en el momento de votar, y se han realizado en todos los años previos a las elecciones salvo en 2006 y 2014 en que los aspirantes Óscar Arias Sánchez y Johnny Araya respectivamente, no tuvieron contendientes y fueron ratificados por Asamblea Nacional.
No ha sido poco común que el candidato perdedor de las primarias liberacionistas se separe y forme partido aparte, como sucedió con Jorge Rossi y su Partido Independiente en los cincuenta y que pudo haber causado la primera derrota electoral del PLN al dividir el voto socialdemócrata o por parte de Carazo en los setenta quien en algún momento sería el candidato ganador de una coalición opositora llamada Coalición Unidad.
La oposición al PLN también tuvo un largo y difícil proceso para organizar primarias. En 1969 el Frente Nacional (un partido minoritario fundado por calderonistas descontentos con la candidatura de Mario Echandi que buscaba la reelección en 1970)  realizó unas primarias entre los precandidatos Fernando Ortuño y Virgilio Calvo ganando el primero, este partido sería el menos votado en ese proceso.
Para las elecciones de 1974 la primera fuerza de oposición de entonces, el derechista Partido Unificación Nacional, compitieron Guillermo Villalobos Arce (respaldado por la dirigencia del partido), Fernando Ortuño Sobrado que gozaba del apoyo de poderosos grupos financieros y Juan José Trejos Fonseca, primo del expresidente José Joaquín Trejos, único presidente que Unificación Nacional dio al país. Trejos perdería las elecciones ante Oduber. Carazo, quien ya se había separado en ese entonces del PLN, fue el vencedor de una convención nacional realizada por distintos partidos de oposición, no obstante tras su triunfo casi todos los partidos participantes le retiraron su apoyo. Ya para los comicios de 1978 la dirigencia de los principales partidos políticos estaba convencida de que el PLN no podía ser vencido por ningún partido opositor solo, por lo que se realizaron primarias entre los miembros de la Coalición Unidad que agrupaba a casi toda la oposición exceptuando a la izquierda. En ellas Carazo vence a Miguel Barzuna, pero esta vez la coalición no se disuelve, sino que se mantiene unida en parte por el miedo a un tercer gobierno del PLN que muchos temían podría provocar un giro poco democrático en el sistema, generando uno de partido único y sin alternancia (precisamente la guerra del 48 estalló para impedir un tercer gobierno consecutivo del calderonismo). Carazo vence en este proceso electoral. A partir de entonces la Coalición Unidad y su sucesor el Partido Unidad Social Cristiana realizarían primarias abiertas siempre que hubiera más de un aspirante a ser candidato.
Tras el colapso del PUSC a raíz de escándalos de corrupción de dos de sus expresidentes; Rafael Ángel Calderón Fournier y Miguel Ángel Rodríguez Echeverría, y el desgaste general del bipartidismo del cual el PUSC fue el más afectado, el Partido Acción Ciudadana se convirtió en la principal fuerza de oposición y en el principal rival al Partido Liberación Nacional. El PAC presentó para las elecciones de 2002 y de 2006 a Ottón Solís, líder de dicha organización y salido de las filas del PLN. En ambos casos Solís fue ratificado por la Asamblea Nacional. La primera convención nacional realizada por el PAC fue en 2009 donde se le disputó la candidatura a Solís por parte de la exdiputada Epsy Campbell y el empresario Román Macaya. Esta fue una convención cerrada donde era requisito inscribirse previamente y votaron unas 20.000 personas. Cuatro años después se realizó la segunda en la historia de este partido, esta vez a padrón abierto con el único requisito de dar la adhesión al momento, sin gran diferencia en los números pues votaron poco más de 22.000 personas. A pesar de esto el candidato que emanó de dicho proceso, Luis Guillermo Solís, ganaría las elecciones presidenciales de 2014.